# سن مارتینو این استرادا
سن مارتینو این استرادا (به ایتالیایی: San Martino in Strada) یک کومونه در ایتالیا است که در استان لودی واقع شده‌است.

## خصوصیات
سن مارتینو این استرادا ۱۳٫۱ کیلومترمربع مساحت و ۳٬۵۹۵ نفر جمعیت دارد و ۷۳ متر بالاتر از سطح دریا واقع شده‌است.